# Bertario di Montecassino
Bertario di Montecassino (... – 22 ottobre 883) fu abate di Montecassino dall'aprile 856 fino alla sua morte. È venerato come santo dalla Chiesa cattolica.

## Biografia
San Bertario, nato in una famiglia nobile di probabile origine longobarda, in giovane età intraprese un pellegrinaggio all'abbazia di Montecassino nell'epoca in cui era abate Bassacio (dall'837 al 17 marzo 856). Rimase impressionato osservando la vita austera di preghiera e lavoro dei monaci e decise di unirsi a loro. Il lavoro di Bertario nella vita monacale fu lavoro intellettuale. Nell'856 divenne il diciannovesimo erede di San Benedetto da Norcia alla guida del monastero, succedendo allo stesso Bassacio del quale era stato un fedele discepolo.
Quegli anni erano particolarmente critici a causa delle incursioni saracene; questi infatti da circa dieci anni compivano scorribande nella Terra di San Benedetto intenzionati ad espandersi. Per motivi amministrativi e a causa delle scorrerie, l'abate Bertario fondò nuovamente la città ai piedi di Montecassino, distrutta secoli prima: nei pressi della Chiesa del Salvatore, curtis maior del territorio abbaziale, fondò Eulogimenopoli, la "Città di San Benedetto". Dopo anni di saccheggi, nell'883 i Saraceni distrussero la nuova città e l'Abbazia; fecero scempio di cose e di persone, fu martirizzato lo stesso abate Bertario ed i monaci dovettero abbandonare per lungo tempo Montecassino.